# Chocolate-covered bacon
Il chocolate-covered bacon ("bacon ricoperto di cioccolato") è un dolce statunitense ottenuto immergendo una o più fette di bacon nel cioccolato. Della preparazione esistono più varianti.

## Storia
Le origini del chocolate-covered bacon sono incerte. Secondo alcuni, il bacon al cioccolato venne ideato durante un'edizione della Minnesota State Fair, mentre altri supportano l'ipotesi secondo cui venne preparato per la prima volta presso il Marini's Candy di Santa Cruz. Benché le prime fonti dedicate all'alimento vengano fatte risalire al 2005, nell'episodio Non per soldi ma per preghiere dei Simpson, mandato in onda nel 2003, il protagonista Homer torna dal lavoro in macchina, e prega Dio affinché inventi un nuovo spuntino. Così facendo, si distrae e fa accidentalmente scontrare due camion che trasportano del fudge e del bacon precotto i quali, all'impatto, fanno piovere molte fette di pancetta ricoperte di cioccolato. Ignaro dell'incidente, Homer ne assaggia una caduta sul parabrezza della sua automobile e dichiara:
Il chocolate-covered bacon venne popolarizzato anche grazie a Michael Symon di Dinner: Impossible, ed è oggi servito alle fiere statali americane.